# Mount Leinster
Mount Leinster (irl. Stua Laighean) – szczyt górski w Irlandii, położony na granicy hrabstw Carlow i Wexford, w paśmie Blackstairs Mountains. Wysokość szczytu to 795 m n.p.m., co czyni go najwyższym szczytem obu tych hrabstw, natomiast wybitność wynosi 716 m.
Przez szczyt przebiegały trasy wyścigów kolarskich Tour of Ireland, Rás Tailteann i Rás na mBan.
Ze szczytem są związane liczne legendy ludowe. Na szczycie znajduje się maszt transmisyjny, zbudowany w latach 60. i zarządzany przez 2RN, spółkę zależną Raidió Teilifís Éireann. W okolicach szczytu występują lamprofiry.